# Högstaåsens naturreservat
Högstaåsens naturreservat är ett naturreservat i Uppsala kommun i Uppsala län.
Området är naturskyddat sedan 1968 och är 18 hektar stort. Reservatet omfattar ett avsnitt av Uppsalaåsen öster om Björklingeån och består av gran på sluttningarna och tallar på krönet.